# Айхал (аэропорт)
Айха́л (ИАТА: UERA) — аэропорт местного значения в поселке городского типа Айхал Якутии, расположен в 4 км северо-восточнее поселка. 
Эксплуатантом аэродрома является Мирнинское авиапредприятие АК «АЛРОСА».

## История аэропорта
Аэропорт Айхал был образован вместе с поселком Айхал в 1961 году, после открытия в 22 января 1960 году кимберлитовой трубки «Айхал» (что означает в переводе с якутского «слава»).
С 1 января 2016 приписной аэропорт Айхал передан из состава Мирнинского авиационного предприятия АК «АЛРОСА» (ПАО) в ФКП «Аэропорты Севера».
С 24 мая 2021 года закрыт для обслуживания воздушных судов.

## Технические характеристики
Аэродром: класса Г, ГВПП-1, магнитный курс 371°–171°; 2000х56 м, покрытие грунт, без категории.
Время суток: круглосуточно.

### Принимаемые типы воздушных судов
Аэродром мог принимать воздушные суда типов: Ан-2, Ан-12, Ан-24, Ан-26, Ан-28, Ан-30, Ан-32, Ан-38, Л-410, Як-40 (зимой), а также вертолёты всех типов.

## Показатели деятельности
| год        | 2014 | 2015 | 2016 | 2017 |
| пассажиров | 1841 | 1991 | 1244 | 1489 |
| Источники: |      |      |      |      |